# Moscou (filme)
Moscou é um filme documentário brasileiro de 2009, dirigido pelo cineasta Eduardo Coutinho, sobre o dia a dia dos atores de um grupo de teatro durante os ensaios da peça "Três irmãs" de Anton Tchekhov.

## Sinopse
O cineasta Eduardo Coutinho acompanha o Grupo Galpão, dirigido por Enrique Diaz, durante os ensaios da peça "Três irmãs", de Tchekhov, por um período de três semanas. A peça conta a história de Olga, Macha e Irina que, sem perspectivas com a vida levada na província, sonham em voltar para Moscou.

## Produção
Pela primeira vez em sua carreira, Coutinho não dirigiu ninguém nem deu palpites durante as gravações do projeto. Ao propor a ideia ao elenco - que só saberia qual o texto no primeiro dia de filmagem, - o diretor manifestava que seu interesse maior não era o resultado final, mas a experiência do processo.
Segundo o cineasta, a edição do filme levou cinco meses, a mais longa de sua carreira até ali, que fez o filme passar de quatro horas para 80 minutos. O filme foi montado a partir de fragmentos dos workshops, improvisações e ensaios de uma peça que não teve e nem teria estreia.

## Lançamento
O documentário teve lançamento no circuito comercial do Brasil em agosto de 2009.